# Eustrotia labuana
Eustrotia labuana là một loài bướm đêm trong họ Noctuidae.